# 1993 HW1
1993 HW1 är en asteroid i huvudbältet som upptäcktes 23 april 1993 av den amerikanske astronomen Eleanor F. Helin vid Palomar-observatoriet.
Asteroiden har en diameter på ungefär 5 kilometer och den tillhör asteroidgruppen Phocaea.